# ベナンゴ郡 (ペンシルベニア州)
ベナンゴ郡（英: Venango County）は、アメリカ合衆国ペンシルベニア州の西部に位置する郡である。2010年国勢調査での人口は54,984人であり、2000年の57,565人から4.5%減少した。郡庁所在地はフランクリン市（人口6,545人）であり、同郡で人口最大の都市はオイルシティ市（人口10,557人）である。
ベナンゴ郡はピッツバーグ・メディア市場に入っている。郡の全体でオイルシティ小都市圏を構成している。

## 歴史
ベナンゴ郡は1800年3月12日に、アレゲニー郡とライカミング郡の一部を合わせて設立された。郡名は、地域インディアンの言葉でカワウソを意味する Onenge から派生した。ベナンゴ川も同様である。ベナンゴ川河口の開拓地もベナンゴと呼ばれており、現在はフランクリン市となっている。
ベナンゴ郡では1850年代半ばに石油が発見され、石油ブームが起こった。
イェール大学化学教授ジョージ・ビッセルと、鉄道の車掌だったエドウィン・L・ドレイクが、1859年8月28日、タイタスビル近くで初めて掘削リグを使用して成功した。タイタスビルの町はクロウフォード郡内にあるが、最初の油井は町の外、1マイル (1.6 km) 足らずベナンゴ郡に入った所で掘られた。この油井1つで、1650年代以降ヨーロッパで掘削された石油の総量を超えることになった。数週間も経たないうちに石油櫓が地域全体に建てられた。郡内で石油ブームの恩恵があった町としては、フランクリン市、オイルシティ市、現在は無くなったピットホールシティがあった。石油から生産される主要商品は灯油だった。

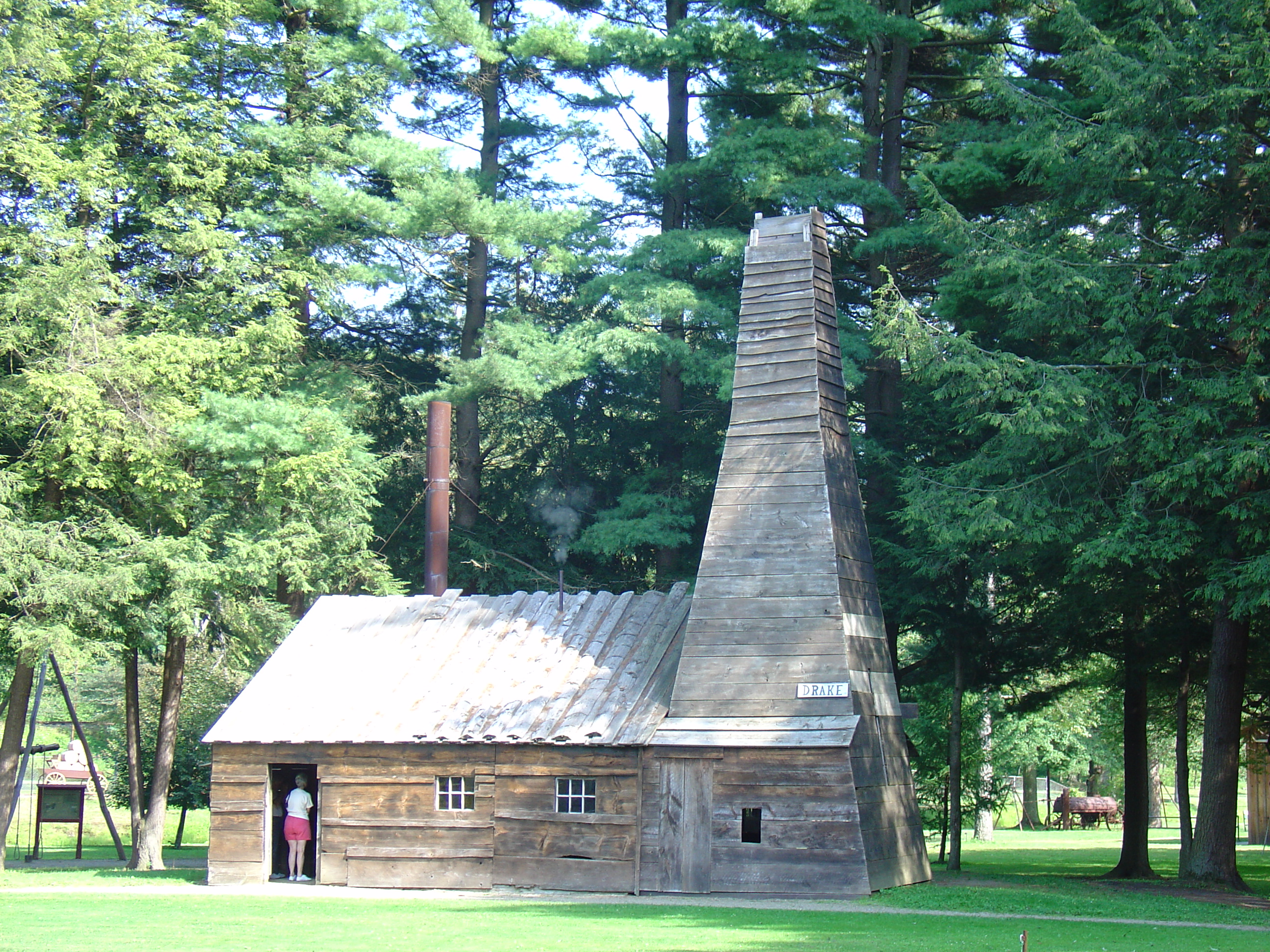
チェリーツリー・タウンシップにあるドレイク油井博物館

郡内コーンプランター・タウンシップにマクリントックスビルという小さな町があった。1861年、ここにヘンリー・ハットルストン・ロジャーズの最初の事業であるワムサッタ石油精製所ができた。ロジャーズは後に国内でも著名な資本家、事業家、工業家、銀行家、慈善事業家になった。ロジャーズとその若い妻アビー・パーマー・ギフォード・ロジャーズは、1862年から数年間、オイル・クリーク沿いの1室だけの掘っ立て小屋に住んでいた。
それから間もなく、ロジャーズは石油開発者のチャールズ・プラットと出遭った。プラットはちっぽけなワムサッタ石油精製所の商品全てを買い上げた。1867年、ロジャーズはプラットと共同でチャールズ・プラット・アンド・カンパニーを立ち上げ、これが1874年にはスタンダード石油に買収された。ジョン・ロックフェラーのスタンダード石油トラストでは、ロジャーズが中心人物の1人になった。
ロジャーズはスタンダード石油に参加した後、銅、鉄鋼、鉱業、鉄道など様々な産業に大きな投資をした。バージニアン鉄道はロジャーズの人生で最後の成果だと見なされている。ロジャーズは推計で1億米ドルを超える資産を蓄えており、国内でも最大級の金持ちになった。慈善事業家でもあり、故郷であるマサチューセッツ州フェアヘイブンには多くの公共事業に寄付し、またマーク・トウェイン、ヘレン・ケラー、ブッカー・T・ワシントン博士など著名になった者達を経済的に支援した。
もう1人、同時代の郡出身者として作家のイーダ・ターベルがいた。その父は独立系の小さな事業家だったが、1871年の南部改良会社計画と、後にスタンダード石油となったコングロマリットによって、事業が破滅した。1902年、調査ジャーナリストになったターベルは、共通の友人であるマーク・トウェインからロジャーズに紹介された。ロジャーズはターベルの作品を知っており、その後の2年間にわたって会見や情報交換を重ねた結果、1904年にはターベルの記念すべき著作『スタンダード石油会社の歴史』が生まれた。多くの歴史家は、この作品が巨大企業に対する大衆の反感を助長し、1911年の裁判所命令による解体に繋がったと考えている。
ベナンゴ郡の石油産業の遺産はペンシルベニア州立公園と多くの歴史的な場所で記憶されており、19世紀後半から20世紀初期まで続いた石油ブームについて物語っている。

## 地理
アメリカ合衆国国勢調査局に拠れば、郡域全面積は683平方マイル (1,769 km2)であり、このうち陸地675平方マイル (1,748 km2)、水域は8平方マイル (21 km2)で水域率は1.17%である。

### 特徴的な地形

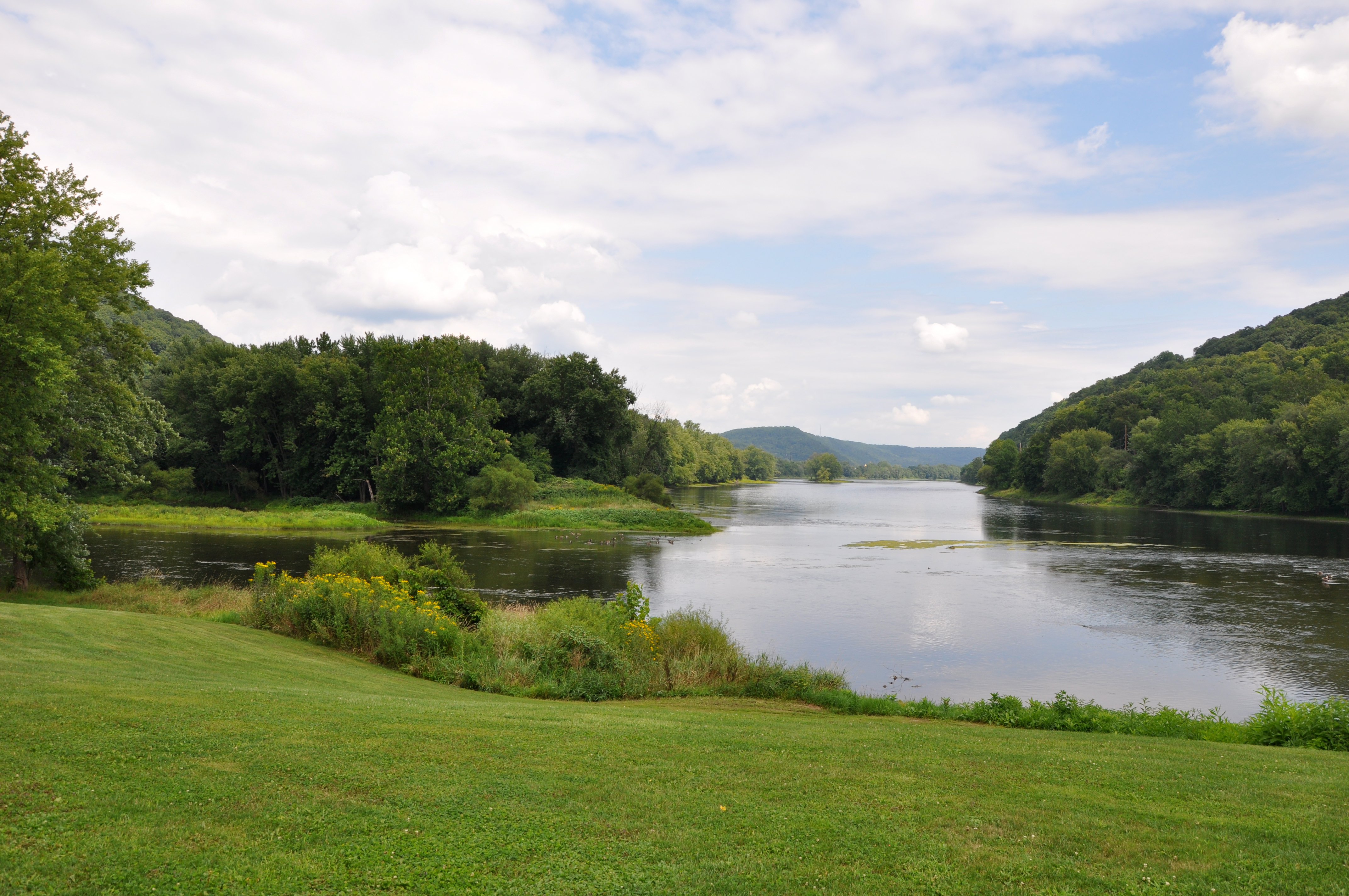
フレンチ・クリーク（左）とアレゲニー川の合流点、フランクリン市のリバーフロント公園

フレンチ・クリークはニューヨーク州フレンチクリークの町近くを水源に、全長は117マイル (188 km)、流域は1,270平方マイル (3,289 km²) ある。フランクリン市近くでアレゲニー川に合流する。流域にはエリー郡、クロウフォード郡、ベナンゴ郡、マーサー郡の各部が含まれ、またニューヨーク州シャトークア郡にも入っている。

### 交通
- ベナンゴ地域空港

### 隣接する郡
- クロウフォード郡 - 北西
- ウォーレン郡 - 北
- フォレスト郡 - 北東
- クラリオン郡 - 東
- バトラー郡 - 南
- マーサー郡 - 西

## 政治
ベナンゴ郡はアメリカ合衆国下院議員ペンシルベニア州第5選挙区に属し、2013年時点では共和党議員を選出している。ペンシルベニア州議会上院では第21選挙区に属しており、下院では第64選挙区に属している。2013年時点でいずれも共和党員を選出している。
2004年アメリカ合衆国大統領選挙では、共和党現職のジョージ・W・ブッシュが14,472票、61.2%を獲得してベナンゴ郡を制した。民主党候補のジョン・ケリーは9,024票、38.1%だった。

## 人口動態

人口ピラミッド、2000年国勢調査による

以下は2000年国勢調査による人口統計データである。
| 基礎データ - 人口: 57,565人 - 世帯数: 22,747 世帯 - 家族数: 15,922 家族 - 人口密度: 33人/km2（85人/mi2） - 住居数: 26,904軒 - 住居密度: 15軒/km2（40軒/mi2） 人種別人口構成 - 白人: 97.64% - アフリカン・アメリカン: 1.09% - ネイティブ・アメリカン: 0.18% - アジア人: 0.23% - 太平洋諸島系: 0.02% - その他の人種: 0.17% - 混血: 0.67% - ヒスパニック・ラテン系: 0.52% 先祖による構成 - ドイツ系：33.0% - アイルランド系：12.7% - アメリカ人：12.2% - イギリス系：8.6% - ポーランド系：5.7% - イタリア系：5.3% | 年齢別人口構成 - 18歳未満: 24.2% - 18-24歳: 7.2% - 25-44歳: 26.7% - 45-64歳: 25.1% - 65歳以上: 16.8% - 年齢の中央値: 40歳 - 性比（女性100人あたり男性の人口） - 総人口: 95.4 - 18歳以上: 92.1 世帯と家族（対世帯数） - 18歳未満の子供がいる: 30.4% - 結婚・同居している夫婦: 55.8% - 未婚・離婚・死別女性が世帯主: 9.9% - 非家族世帯: 30.0% - 単身世帯: 26.2% - 65歳以上の老人1人暮らし: 12.5% - 平均構成人数 - 世帯: 2.45人 - 家族: 2.93人 |

## 都市と町

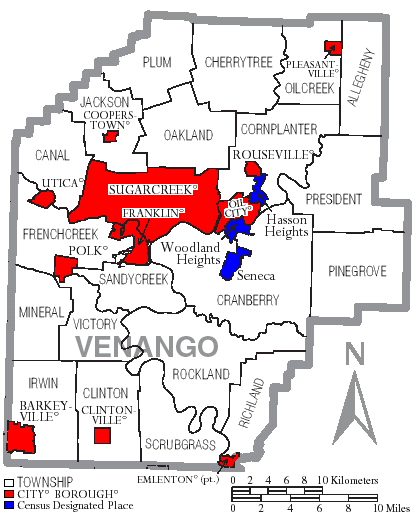
ベナンゴ郡の自治体、ボロは赤、タウンシップは白、国勢調査指定地域は青

ペンシルベニア州法の下では4種類の自治体がある。市、ボロ、タウンシップ、町である。

### 都市
- フランクリン - 郡庁所在地
- オイルシティ

### ボロ
| - バーキービル - クリントンビル - クーパーズタウン - エムレントン（一部はクラリオン郡内） | - プレザントビル - ポーク - ラウズビル | - シュガークリーク - ユティカ |

### タウンシップ
| - アレゲニー - キャナル - チェリーツリー - クリントン - コーンプランター - クランベリー - フレンチクリーク | - アーウィン - ジャクソン - ミネラル - オークランド - オイルクリーク - パイングローブ - プラム | - プレジデント - リチャード - ロックランド - サンディクリーク - スクラブグラス - ビクトリー |

### 国勢調査指定地域
国勢調査指定地域はアメリカ合衆国国勢調査局が人口統計データを取るために設定した地域である。州法の下では実際の司法権が及ぶ範囲ではない。村などその他の未編入領域も下記に挙げる。
| - ハンナズビル - ハッソンハイツ - ケンナーデル | - セネカ - ウッドランドハイツ |

### 未編入の町
- ペトローリアムセンター

## 主要雇用主
- ジョイ・マイニング・マシナリー
- ペンゾイル
- クエーカーステイト

ペンゾイルとクエーカーステイトはベナンゴ地域を離れてテキサス州に移転した。この移転後に合併して石油精製は停止した。現在は石油小売りと、他社が生産した自動車用添加剤の販売に集中している。2007年時点でこの2社は、合併で消失した会社に因むブランド名のみで存在している。
2008年初期に世界的な原油価格が100米ドルに達したことで、ベナンゴ郡に長く眠っていた残留石油に対する関心が復活した。ある推計では70%がまだ採掘されていないとのことである。高価格は採掘する価値のある埋蔵石油を利用しにくくする。例えば、あるカナダの会社は幾つかの大きな鉱山を掘って、そのトンネルを石油で溢れさせる提案をした。
その他郡内の主要雇用主としては全レベルの政府がある。

## 教育

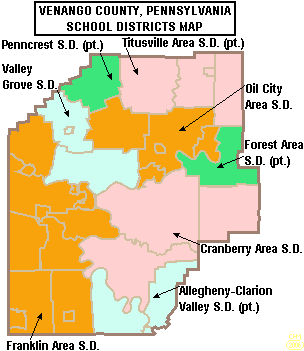
ベナンゴ郡教育学区の区分図

### 公共教育学区
- クランベリー地域教育学区
- フランクリン地域教育学区
- オイルシティ地域教育学区
- タイタスビル地域教育学区
- バレーグローブ教育学区

#### 部分的に郡内に入る教育学区
- アレゲニー・クラリオンバレー教育学区
- フォレスト地域教育学区
- ペンクレスト教育学区

### 高等教育機関
- クラリオン大学ベナンゴ・キャンパス
- デュボイス実業カレッジ
- ペン州立大学ベナンゴ郡共同分校

## 公園とレクリエーション

### ペンシルベニア州立公園と州有林
- オイルクリーク州立公園
- コーンプランター州有林
- クリアクリーク州有林

### 見どころと観光
- デベンス・アンティーク・ミュージック・ワールド
- オイル・リージョン天文台
- フランクリン・シルバー・コルネット・バンド
- フランクリン公共図書館[10]、1894年設立、数度移転したが、現在のものは1921年から使われている。この図書館は1849年に住居として建設されていたものを使い、1921年に図書館として使うために、大がかりな改装を要した。

## 著名な出身者
- ジョン・ウィルクス・ブース、エイブラハム・リンカーン大統領暗殺の首謀者
- ジョニー・アップルシード、本名ジョン・チャップマン、アメリカ合衆国初期の開拓者であり、実在の人物。西部開拓期の伝説的人物の一人として、現在もさまざまな逸話や伝説で語り継がれている。
- ジェシー・リー・リノ、アメリカ陸軍の職業軍人であり、米墨戦争や西部辺境で働き、南北戦争の時は北軍の将軍だった。その部隊兵と共に戦う「軍人の軍人」として知られ、サウス山の戦いにおいてフォックスギャップでその軍団を指揮している時に戦死した。
- ヘンリー・H・ロジャーズ、資本家、企業家、財界人および慈善家。ジョン・ロックフェラーのスタンダード・オイル・トラストでの重要人物の一人。その後バージニアン鉄道を設立した
- イーダ・ターベル、作家、ジャーナリスト。